# Valeska von Rosen
Valeska von Rosen (* 25. März 1968 in Berlin als Valeska Wisniewski) ist eine deutsche Kunsthistorikerin. Sie ist Inhaberin des Lehrstuhls für Kunstgeschichte der Neuzeit bis zur frühen Moderne an der Heinrich-Heine-Universität Düsseldorf.

## Leben
Valeska von Rosen wurde 1968 in Berlin geboren. Ihr Vater war der Architekt Edgar Wisniewski, Partner von Hans Scharoun. Sie legte das Abitur am humanistischen Zweig der Erich-Hoepner-Oberschule (Gymnasium) in Berlin-Charlottenburg ab und absolvierte das Studium der Kunstgeschichte mit Klassischer Archäologie und Ägyptologie an der Freien Universität Berlin und der Ludwig-Maximilians-Universität in München. 1994 magistrierte sie an der FU Berlin, wo sie 1998 von Rudolf Preimesberger mit einer Arbeit über Mimesiskonzeptionen Tizians promoviert wurde. Die als Stipendiatin der Bibliotheca-Hertziana, Rom (Max-Planck-Institut) verfasste Arbeit wurde mit dem Hans-Janssen-Preis für europäische Kunstgeschichte der Akademie der Wissenschaften zu Göttingen 2000 ausgezeichnet. Im Anschluss daran war Valeska von Rosen Stipendiatin der Deutschen Forschungsgemeinschaft (DFG), erneut der Bibliotheca Hertziana, Rom und der Gerda-Henkel-Stiftung. 2006 habilitierte sie sich an der Freien Universität Berlin und erhielt einen Ruf auf den Lehrstuhl für allgemeine Kunstgeschichte der Ruhr-Universität Bochum (2006–2019). 2006/07 war sie Fellow des Wissenschaftskollegs zu Berlin (Institute for Advanced Study) und 2015 Fellow des Internationalen Kollegs Morphomata der Universität zu Köln. Einen Ruf auf den Lehrstuhl für Kunstgeschichte an der Universität Münster lehnte sie 2011 ab. Seit 2012 ist Valeska von Rosen Mitglied der Academia Europaea, London. Von 2014 bis 2017 leitete sie das DFG-Projekt „Kunsthistoriographie und Künstlerbiographik im 17. Jahrhundert. Giovanni Pietro Belloris Vitenwerk in seinen Kontexten“. Von 2015 bis 2022 war sie Mitglied der DFG-Forschungsgruppe 2305 „Diskursivierungen von Neuem. Tradition und Novation in Texten des Mittelalters und der Frühen Neuzeit“, von 2016 bis 2020 Mitglied im DFG-Fachkollegium 103 Kunst-, Musik-, Theater- und Medienwissenschaften. Von 2018 bis 2022 leitete sie das DFG-Projekt „Die Galleria degli autoritratti der Uffizien“. Zu den Produktionsbedingungen, Rezeptionsweisen und Ordnungsmodellen von Künstlerselbstbildnissen in einer neuzeitlichen Sammlung", durchgeführt in Kooperation mit der Galleria degli Uffizi, Florenz und dem Zentralinstitut für Kunstgeschichte, München. 2019 nahm sie einen Ruf auf den Lehrstuhl für Kunstgeschichte der Neuzeit bis zur frühen Moderne an der Heinrich-Heine-Universität Düsseldorf an. Von 2021 bis 2023 wurde sie durch ein „Opus magnum“-Stipendium der Volkswagenstiftung gefördert. 2023 wurde ihr die Martin Warnke-Medaille der Aby-Warburg-Stiftung in Hamburg verliehen.
Seit Juni 2024 ist sie Mitglied im Wissenschaftlichen Beirat der Fritz Thyssen Stiftung, seit Januar 2025 gehört sie dem Wissenschaftlichen Beirat der Gerda Henkel Stiftung an. Sie gehört außerdem dem Kuratorium des Centro tedesco di studi veneziani – Deutsches Studienzentrum in Venedig an.
Valeska von Rosen ist verheiratet mit dem Kölner Galeristen Philipp von Rosen.

## Publikationen (Auswahl)
Monografien
- Verhandlungen in Utrecht. Ter Brugghen und die religiöse Bildsprache in den Niederlanden. Göttingen 2015.
- Caravaggio und die Grenzen des Darstellbaren. Ambiguität, Ironie und Performativität in der Malerei um 1600. Berlin 2009. 3. Auflage 2021.
- Mimesis und Selbstbezüglichkeit in Werken Tizians. Studien zum venezianischen Malereidiskurs. Berlin/Emsdetten 2001.

Herausgeberschaften
- Giovan Pietro Bellori: Vita di Michelangelo Merisi da Caravaggio. Leben des Michelangelo Merisi da Caravaggio. Übersetzt, herausgegeben, kommentiert und mit einem Aufsatz versehen von Valeska von Rosen (Giovan Pietro Bellori. Le vite de’ pittori, scultori ed architetti moderni. Die Leben der modernen Maler, Bildhauer und Architekten. Zweisprachige, kommentierte Ausgabe inklusive der unpublizierten Viten Guido Renis, Andrea Sacchis und Carlo Marattas. Herausgegeben von Elisabeth Oy-Marra und Tristan Weddigen mit Anja Brug. Bd. 5). Göttingen 2018.
- mit David Nelting, Jörn Steigerwald: Poiesis. Praktiken der Kreativität in den Künsten der Frühen Neuzeit. Zürich/Berlin 2013.
- mit Jörn Steigerwald: Amor sacro e profano: Modellierungen der Liebe in Literatur und Musik der italienischen Renaissance. Wiesbaden 2013.
- Erosionen der Rhetorik? Strategien der Ambiguität in den Künsten der Frühen Neuzeit. Wiesbaden 2012.
- mit Hans-Georg von Arburg, Philipp Brunner, Ursula von Keitz u. a.: Mehr als Schein: Ästhetik der Oberfläche in Film, Kunst, Literatur und Theater. Zürich 2008.
- mit Sybille Ebert-Schifferer, Julian Kliemann, Lothar Sickel: Caravaggio e il suo ambiente. Ricerche e interpretazioni. Cinisello Balsamo/Milano 2007.
- mit Ulrich Pfisterer: Der Künstler als Kunstwerk. Selbstbildnisse vom Mittelalter bis zur Gegenwart. Stuttgart 2005.
- mit Klaus Krüger, Rudolf Preimesberger: Der stumme Diskurs der Bilder. Reflexionsformen des Ästhetischen in der italienischen Kunst der Frühen Neuzeit. Berlin 2003.